# Маяк Маккуорі

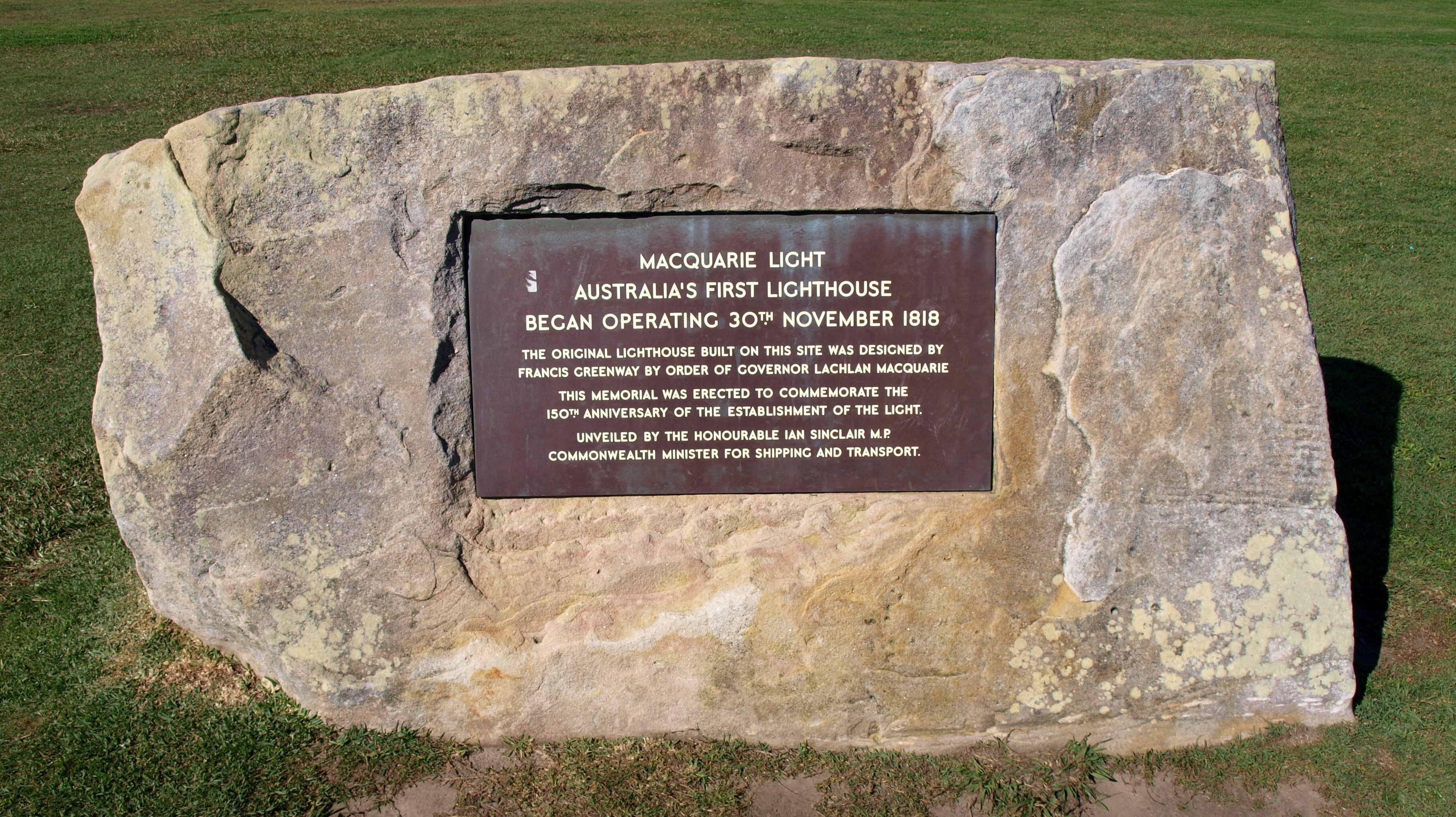
Пам'ятний камінь на честь 150-річчя маяка

Маяк Маккуорі (англ. Macquarie Lighthouse) — найстаріший маяк Австралії, розташований на вході в затоку Порт-Джексон, природну гавань Сіднея.

## Історія будівництва та опис
Маяк був побудований в 1791 році, ставши першим маяком на території Австралії. Конструкція була дерев'яною і функціонувала до 1816 року, адже саме в 1816 році тодішній губернатор Нового Південного Уельсу Лаклан Маккуорі заклав перший камінь нової споруди маяка. Маяк споруджений за проектом архітектора Френсіса Говарда Ґрінвея і почав працювати 30 листопада 1818 року.
Однак сучасний маяк був побудований лише в 1878-1880 роках поруч зі старим, який знесли в 1883 році. Тоді ж і відбулося відкриття нового маяка, котрий існує і дотепер. Стара і нова будівлі маяка зовні дуже схожі, і понад два роки вони стояли поруч на відстані кількох метрів.
У 1933 році на маяку була встановлена двостулкова лінза Френеля. Починаючи з 1976 року, маяк працює повністю в автоматичному режимі. З 2001 року маяк перебуває у підпорядкуванні Sydney Harbour Federation Trust.
Маяк — символ університету Маккуорі й зображений на його логотипі.

## Технічні характеристики
- Географічне розташування: 33°51′14.2″ пд. ш. 151°17′06.6″ сх. д. / 33.853944° пд. ш. 151.285167° сх. д.
- Висота вежі: 26 м
- Висота світла над рівнем моря: 105 м
- Номінальна видимість світла: 25 морських миль (46 км)
- Сила світла: 800 000 кд

## Галерея

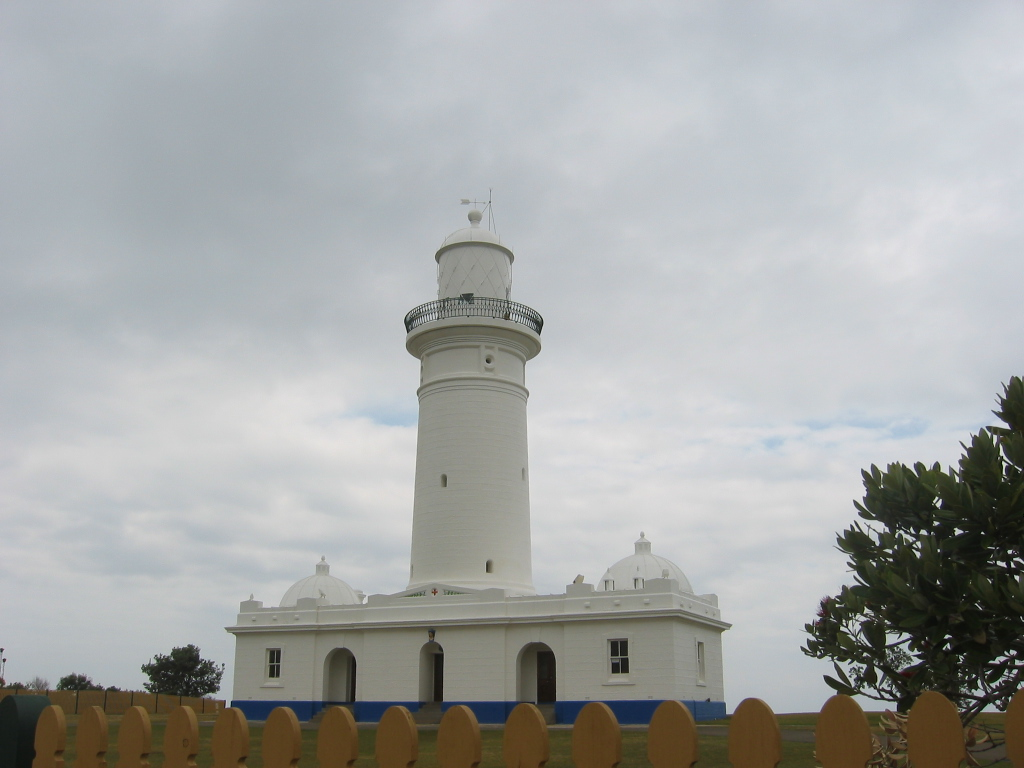
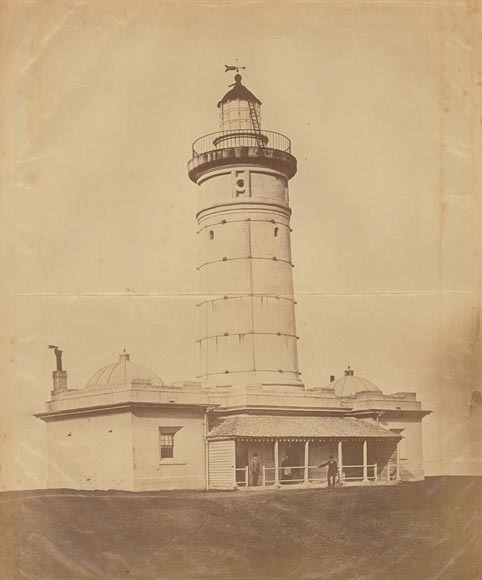
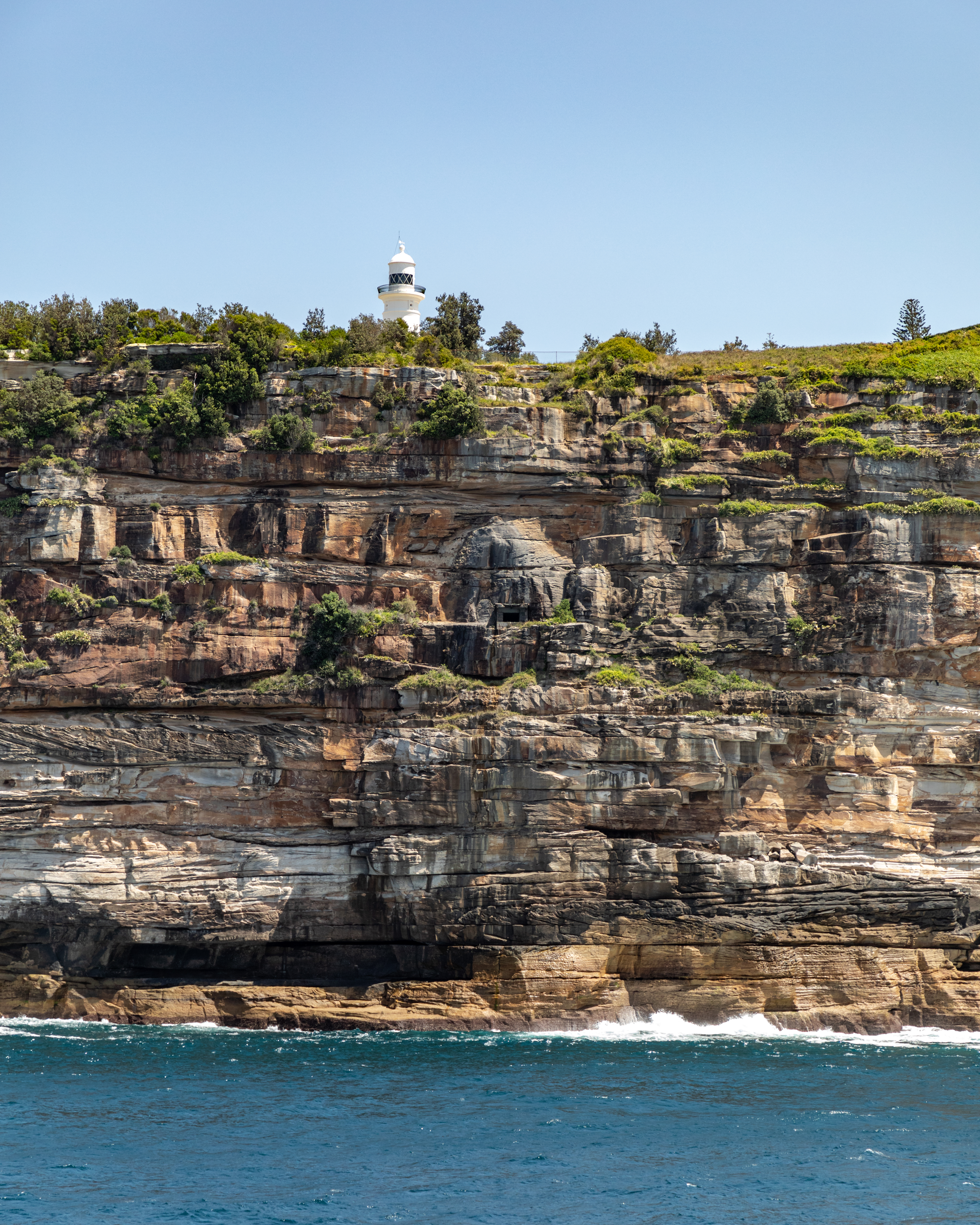
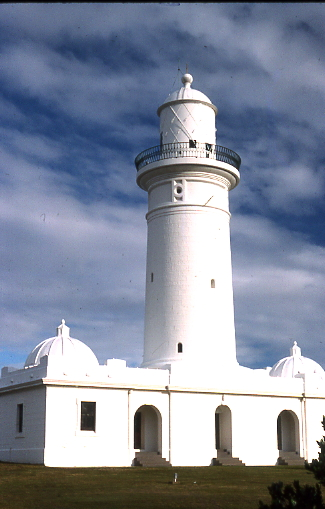
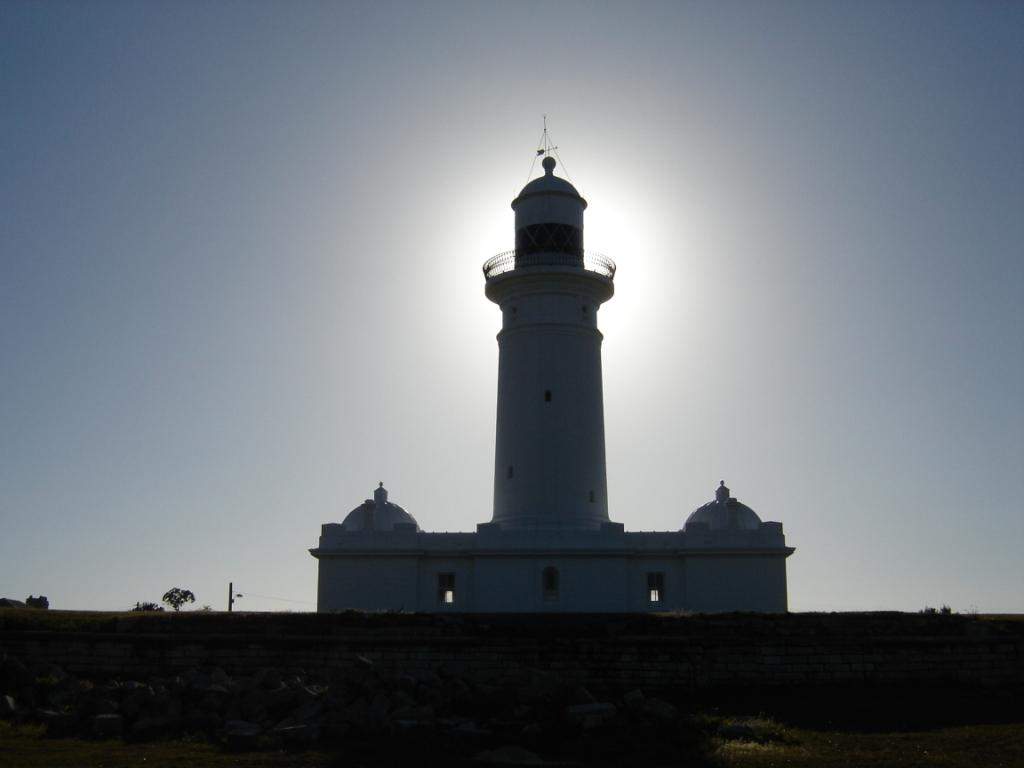